# Gheorghe Izbășescu
Gheorghe Izbășescu (n. 8 septembrie 1935, Lăicăi, România – d. 9 octombrie 2017,  Onești, România) a fost un scriitor și poet român.
A absolvit Liceul "Ienăchiță Văcărescu" din Târgoviște. Devine student la Facultatea de Filologie (Secția Slavistică) din București. În anul IV întrerupe cursurile pe care le continuă și absolvă la Facultatea de Filologie (Secția limbă și literatură română) a Universității "A.I.Cuza" din Iași (licență în 1970).
Debutul absolut în presa literară a fost în Revista Ateneu (nr.6/1979). Debutul editorial cu "Viața în Tablouri", în 1984, în urma câștigării concursului organizat de Editura Albatros.
Este membru al Uniunii Scriitorilor (1990) și membru - fondator al Asociației Scriitorilor Profesioniști din România (ASPRO) (1994); din 1996, membru în Consiliul de Conducere, până în prezent).
În 1990 a fondat la Onești Liga culturală „Zburătorul” și noua serie a revistei cu același nume. În cadrul catedrei sale de creație literară de la Clubul Elevilor „Alecu Aslan” din Onești, organizează în 1975 Cenaclul literar „Zburătorul”, publicând trei culegeri ale elevilor.

## Scrieri proprii
- Viața în tablouri, Editura Albatros, București, 1984[1]
- Garsoniera 49, Editura Junimea, Iași, 1985[1]
- Coborârea din tablouri, Editura Plumb, 1993[1]
- Ansamblul de manevre, Editura Plumb, 1993[1]
- Ulise al orașului, Editura Limes, Cluj-Napoca, 1994, ISBN 973-726-349-0; Ediția a 2-a, revăzută și adăugită, Editura Marineasa, Timișoara, 1998, ISBN 973-9496-03-2
- Melodrama realului, Editura Timpul, 1995; ed. a II-a, Editura Marineasa, 1997[1]
- Mâna cu efect întârziat, Editura Helicon, 1997
- Muza din tomberon, Editura Marineasa, 1998[1]
- Cântece de mântuire, Editorul Axa, 1998
- Mona-Ra, Editura Augusta, 2000 [2]
- Scările de marmură, Editura Limes, Cluj-Napoca, 2004
- Un altfel de amant al coroanei, Editura Limes, Cluj-Napoca, 2005, ISBN 973-726-119-0
- O călărire în zori, Editura Limes, Cluj-Napoca, 2005
- Melodrama realului, Editura „Limes“, Cluj-Napoca, 2006
- Jocurile minții, Editura Vinea, București, 2007; ediția a 2-a colecția „Poeți contemporani”, Editura Dacia XXI, Cluj-Napoca, 2011
- Experimente mentale (Poemele de la Athena), Editura Limes, 2009
- Pietonii lui Pan, Editura Limes, Cluj-Napoca, 2010, ISBN 973-726-543-2
- Un pumnal sub cămașă, Editura Limes, Cluj-Napoca, 2010, (este o antologie care a mai fost premiată și la Cenaclul național “Generația 80 la maturitate”.[3]

## Antologii
- Streiflicht – Eine Auswahl zeitgenössischer rumänischer Lyrik (81 rumänische Autoren), - "Lumina piezișă", antologie bilingvă cuprinzând 81 de autori români în traducerea lui Christian W. Schenk, Dionysos Verlag 1994, ISBN 3980387119

## Observații critice
Gheorghe Izbășescu scrie poezie. Cel puțin așa îi place domniei sale să creadă, imaginându-și probabil, printr-o răsturnare a vorbelor lui Mircea Cărtărescu, ca un rând nedus până la marginea paginii se numește în mod obligatoriu vers. … Și asta n-ar fi nimic dacă alcătuirea poetică ar mai fi și altceva decât un delir fără cap și coadă de cuvinte adunate în speranța epatării cititorului cu bune intenții. - Cel mai nefericit citat atribuit operei poetului Gheorghe Izbăescu care a avut cronici și analize elaborate și serioase semnate de către cei mai mari critici literari din România.